# Tómas Lemarquis
Tómas Lemarquis (ur. 3 sierpnia 1977 w Reykjavík) – islandzko-francuski aktor filmowy i telewizyjny. Najbardziej znany z głównej roli w filmie Nói albinói (2003).

## Życiorys

### Wczesne lata
Urodził się w Reykjavíku w Islandii jako syn francuskiego nauczyciela Gérarda Lemarquisa i islandki. Jego najbardziej charakterystyczne cechy fizyczne - łysina, brak rzęs i brwi - są wynikiem utraty włosów w wieku 13 lat w rezultacie choroby łysienia całkowitego. Wychował się w małej miejscowości na Islandii. Ukończył też islandzką School of Fine Arts (Szkoła Sztuk Pięknych) w Reykjavíku. Studiował teatrologię w Cours Florent w Paryżu, gdzie na tym samym roku studiowała aktorka Audrey Tautou.
Lemarquis jest poliglotą. Zna biegle języki: islandzki, francuski, angielski, niemiecki i duński.

### Kariera
W 2001 roku trafił do obsady islandzkiego filmu Villiljós (Dramarama). Przełomem stała się kreacja 17-letniego Nóia w dramacie Nói albinói (2003), za którą został uhonorowany islandzką nagrodą filmową Edda, a także był nominowany do European Film Award jako najlepszy aktor i Audience Award jako najlepszy europejski aktor. Zagrał potem m.in. w koprodukcji francusko-amerykańskiej thrillerze McG 72 godziny (3 Days to Kill, 2014) u boku Kevina Costnera jako Albinos, a także w filmie science fiction Bryana Singera wg serii komiksów X-Men wydawnictwa Marvel Comics X-Men: Apocalypse (2016) w roli Calibana z Jennifer Lawrence. Wystąpił też gościnnie jako zabójca w niemieckim serialu kryminalnym NDR Tatort: Fegefeuer (Miejsce zbrodni. Czas odwetu, 2016) z Tilem Schweigerem.
Jako czynny artysta tworzył kolaże, instalacje, rysunki i rzeźby. Wydał też książkę z własnymi rysunkami pt.: “Chimera”, gdzie zaprezentował grecką mitologię z problemami współczesnego człowieka.
W czerwcu 2014 wystąpił w teledysku do piosenki „Syreny” w wykonaniu Artura Rojka.

## Wybrana filmografia
| filmy fabularne | filmy fabularne                                 | filmy fabularne  | filmy fabularne                                                                                | filmy fabularne |
| Rok             | Tytuł                                           | Rola             | Reżyser                                                                                        |                 |
| --------------- | ----------------------------------------------- | ---------------- | ---------------------------------------------------------------------------------------------- | --------------- |
| 2001            | Villiljós (Dramarama)                           | Högnir           | Inga Lísa Middleton, Dagur Kári, Ragnar Bragason, Ásgrímur Sverrisson, Einar Thór Gunnlaugsson |                 |
| 2003            | Nói albinói                                     | Noi              | Dagur Kári                                                                                     |                 |
| 2005            | Dom Niny (La maison de Nina)                    | Gustav           | Richard Dembo                                                                                  |                 |
| 2006            | Zimny ślad (Köld slóð)                          | Siggi            | Richard Dembo                                                                                  |                 |
| 2008            | Wie Schwefel in der Luft (film krótkometrażowy) | druga ofiara     | Burkhardt Wunderlich                                                                           |                 |
| 2008            | Luftbusiness                                    | Filou            | Dominique de Rivaz                                                                             |                 |
| 2008            | Ich Bombe (film krótkometrażowy)                | Boris            | Daniel Klein                                                                                   |                 |
| 2009            | Desember                                        | Jonni            | Hilmar Oddsson                                                                                 |                 |
| 2011            | Chatrak (Mushrooms)                             |                  | Vimukthi Jayasundara                                                                           |                 |
| 2012            | Errors of the Human Body                        | Jarek Novak      | Eron Sheean                                                                                    |                 |
| 2012            | Granice bólu (Painless)                         | Berkano          | Juan Carlos Medina                                                                             |                 |
| 2012            | Am Himmel der Tag                               | Elvar            | Pola Schirin Beck (w napisach: Pola Beck)                                                      |                 |
| 2013            | Frau Ella                                       | Claude           | Markus Goller                                                                                  |                 |
| 2013            | Snowpiercer: Arka przyszłości (Snowpiercer)     | Egg-Head         | Bong Joon-ho                                                                                   |                 |
| 2014            | 72 godziny (3 Days to Kill)                     | Albino           | McG                                                                                            |                 |
| 2015            | Les photographes (film krótkometrażowy)         |                  | Aurélien Vernhes-Lermusiaux                                                                    |                 |
| 2016            | Pożegnanie z Europą (Vor der Morgenröte)        | Reporter Lefèvre | Maria Schrader                                                                                 |                 |
| 2016            | X-Men: Apocalypse                               | Caliban          | Bryan Singer                                                                                   |                 |
| 2016            | Sophia Awakens (film krótkometrażowy)           | inżynier         | Stephan Vladimir Bugaj                                                                         |                 |
| 2017            | Blade Runner 2049                               | archiwista       | Denis Villeneuve                                                                               |                 |
| 2018            | Touch Me Not                                    | Tomas            | Adina Pintilie                                                                                 |                 |

| 2011 | Zabójcy (Den som dræber)                         | Yuri             |
| 2011 | SOKO Wismar                                      | Einar Gunnarsson |
| 2012 | Tatort: Der Wald steht schwarz und schweiget     | Panne            |
| 2014 | Pątniczka (Die Pilgerin)                         | Sepp             |
| 2016 | Tatort: Fegefeuer (Miejsce zbrodni. Czas odwetu) | zabójca          |